# Robert G. Hoyland
Robert G. Hoyland (nacido en 1966) es un historiador especializado en la historia medieval de Oriente Próximo. Fue alumno de la historiadora Patricia Crone y becario Leverhulme en Pembroke College, Oxford. En la actualidad es profesor de Historia de Oriente Próximo tardoantiguo y del temprano islam en el Institute for the Study of the Ancient World de la Universidad de Nueva York, habiendo sido anteriormente profesor de historia islámica en la Facultad de Estudios Orientales de la Universidad de Oxford y profesor de historia en la Universidad de Saint Andrews y en la UCLA.

## Investigación
Su obra académica más conocida, Seeing Islam as Others Saw It, es una contribución a la historiografía del islam temprano, al ser una panorámica de testimonios no musulmanes de aquel período. Hoyland es también autor de In God's Path: The Arab Conquests and the Creation of an Islamic Empire (2014), donde cuestiona la visión islámica tradicional de las Conquistas musulmanas. Según Hoyland, el islam aún estaba en formación durante las conquistas, por lo que prefiere llamarlas «árabes» en lugar de «islámicas».

## Publicaciones

### Libros
- Seeing Islam as Others Saw it. A survey and analysis of the Christian, Jewish and Zoroastrian writings on Islam (Darwin; Princeton, 1997).
- Arabia and the Arabs from the Bronze Age to the Coming of Islam (Routledge; Londres, 2001).
- Muslims and Others in Early Islamic Society (Ashgate; Aldershot, 2004).
- ed. con Philip Kennedy, Islamic Reflections and Arabic Musings (Oxbow; Oxford, 2004).
- con Brian Gilmour: Swords and Swordmakers in Medieval Islam (Oxbow; Oxford, 2004).
- con Simon Swain et al., Seeing the Face, Seeing the Soul. The Art of Physiognomy in the Classical and Islamic Worlds (Oxford University Press, 2007).
- In God's Path: The Arab Conquests and the Creation of an Islamic Empire (Oxford University Press; Oxford, 2014).

### Capítulos y artículos seleccionados
- «The Content and Context of Early Arabic Inscriptions», Jerusalem Studies in Arabic and Islam 21 (1997).
- «The Earliest Christian Writings on Muhammad: An Appraisal», en H. Motzki (ed.), The Biography of Muhammad (Leiden, 2000).
- «Epigraphy», entrada de 10 000 palabras en la Encyclopaedia of the Qur'an (Leiden, 2002).
- «Language and Identity: The Twin Histories of Arabic and Aramaic», Scripta Israelica Classica 23 (2003).
- «History, Fiction and Authorship in the First Centuries of Islam», en Writing and Representation in Medieval Islam, Julia Bray (ed.), Routledge, pp. 16–46 (2006).
- «New Documentary Texts and the Early Islamic State», Bulletin of the School of Oriental and African Studies 69(3): 395–416 (2006).
- «Early Islam as a Late Antique Religion», en The Oxford Handbook of Late Antiquity, cap. 32 (2015).[5]